# انجبال داخلي
الانجبال الداخلي (بالإنجليزية: Introgression)‏ المعروف أيضًا باسم التهجين التقديمي، مصطلح في علم الوراثة يعني حركة الجينات من أحد الأنواع إلى مجموعة الجينات من نوع آخر من خلال تكرار التهجين بين الأنواع مع أحد الأنواع الأم. هو عملية طويلة المدى؛ قد يستغرق الأمر العديد من الأجيال الهجينة قبل حدوثه.